# Municipio de Morgan (Minnesota)
El municipio de Morgan (en inglés: Morgan Township) es un municipio ubicado en el condado de Redwood en el estado estadounidense de Minnesota. En el año 2010 tenía una población de 257 habitantes y una densidad poblacional de 2,8 personas por km².

## Geografía
El municipio de Morgan se encuentra ubicado en las coordenadas 44°23′29″N 94°56′46″O / 44.39139, -94.94611. Según la Oficina del Censo de los Estados Unidos, el municipio tiene una superficie total de 91.92 km², de la cual 91,91 km² corresponden a tierra firme y (0,01 %) 0,01 km² es agua.

## Demografía
Según el censo de 2010, había 257 personas residiendo en el municipio de Morgan. La densidad de población era de 2,8 hab./km². De los 257 habitantes, el municipio de Morgan estaba compuesto por el 97,67 % blancos, el 0,78 % eran amerindios y el 1,56 % eran de una mezcla de razas. Del total de la población el 0 % eran hispanos o latinos de cualquier raza.